# عوض (صنم)
عوض أحد أصنام العرب، وكان إله الزمن والأبد، وهو صنم بكر بن وائل.

## التسمية
وقد استعملت لفظة «عَوْض» في معنى الدهر والزمان، وقد أقسموا بها، فقالوا: «عوض لا يكون ذلك أبدًا». وورد في شعر شاعر من شعراء بكر بن وائل وهو الاعشى يشير إلى الصنم «عوض»:
وقال الصاغاني ليس البيت للاعشى وإنما البيت لرشيد بن رميض العنزي. والسعير: اسم لصنم كان لعنزة.